# Lista över olympiska medaljörer i simhopp
Detta är en lista över olympiska medaljörer i simhopp. 
Simhopp blev olympisk gren vid olympiska sommarspelen 1904 i Saint Louis, där tävlades det i två discipliner, svikthopp och längddykning båda endast öppna för herrar. Simhopp för damer kom med på det olympiska programmet vid olympiska sommarspelen 1912 i Stockholm.

## Nuvarande grenar

### Damer

#### Höga hopp
| Spel                            | Guld                            | Silver                          | Brons                       |
| Stockholm 1912 Detaljer...      | Greta Johansson (SWE)           | Lisa Regnell (SWE)              | Isabelle White (GBR)        |
| Antwerpen 1920 Detaljer...      | Stefanie Clausen (DEN)          | Beatrice Armstrong (GBR)        | Eva Ollivier (SWE)          |
| Paris 1924 Detaljer...          | Caroline Smith (USA)            | Elizabeth Becker-Pinkston (USA) | Hjördis Töpel (SWE)         |
| Amsterdam 1928 Detaljer...      | Elizabeth Becker-Pinkston (USA) | Georgia Coleman (USA)           | Lala Sjöqvist (SWE)         |
| Los Angeles 1932 Detaljer...    | Dorothy Poynton-Hill (USA)      | Georgia Coleman (USA)           | Marion Roper (USA)          |
| Berlin 1936 Detaljer...         | Dorothy Poynton-Hill (USA)      | Velma Dunn (USA)                | Käthe Köhler (GER)          |
| London 1948 Detaljer...         | Vicki Draves (USA)              | Patsy Elsener (USA)             | Birte Christoffersen (DEN)  |
| Helsingfors 1952 Detaljer...    | Pat McCormick (USA)             | Paula Jean Myers (USA)          | Juno Stover-Irwin (USA)     |
| Melbourne 1956 Detaljer...      | Pat McCormick (USA)             | Juno Stover-Irwin (USA)         | Paula Jean Myers-Pope (USA) |
| Rom 1960 Detaljer...            | Ingrid Krämer (EUA)             | Paula Jean Myers-Pope (USA)     | Ninel Krutova (URS)         |
| Tokyo 1964 Detaljer...          | Lesley Bush (USA)               | Ingrid Engel-Krämer (EUA)       | Galina Aleksejeva (URS)     |
| Mexico City 1968 Detaljer...    | Milena Duchková (TCH)           | Natalja Lobanova (URS)          | Ann Peterson (USA)          |
| München 1972 Detaljer...        | Ulrika Knape (SWE)              | Milena Duchková (TCH)           | Marina Janicke (GDR)        |
| Montréal 1976 Detaljer...       | Jelena Vajtsechovskaja (URS)    | Ulrika Knape (SWE)              | Deborah Wilson (USA)        |
| Moskva 1980 Detaljer...         | Martina Jäschke (GDR)           | Sirvard Emirzjan (URS)          | Liana Tsotadze (URS)        |
| Los Angeles 1984 Detaljer...    | Zhou Jihong (CHN)               | Michele Mitchell (USA)          | Wendy Wyland (USA)          |
| Seoul 1988 Detaljer...          | Xu Yanmei (CHN)                 | Michele Mitchell (USA)          | Wendy Williams (USA)        |
| Barcelona 1992 Detaljer...      | Fu Mingxia (CHN)                | Jelena Mirosjina (EUN)          | Mary Ellen Clark (USA)      |
| Atlanta 1996 Detaljer...        | Fu Mingxia (CHN)                | Annika Walter (GER)             | Mary Ellen Clark (USA)      |
| Sydney 2000 Detaljer...         | Laura Wilkinson (USA)           | Li Na (CHN)                     | Anne Montminy (CAN)         |
| Aten 2004 Detaljer...           | Chantelle Newbery (AUS)         | Lao Lishi (CHN)                 | Loudy Tourky (AUS)          |
| Peking 2008 Detaljer...         | Chen Ruolin (CHN)               | Émilie Heymans (CAN)            | Wang Xin (CHN)              |
| London 2012 Detaljer...         | Chen Ruolin (CHN)               | Brittany Broben (AUS)           | Pandelela Rinong (MAS)      |
| Rio de Janeiro 2016 Detaljer... | Ren Qian (CHN)                  | Si Yajie (CHN)                  | Meaghan Benfeito (CAN)      |
| Tokyo 2020 Detaljer...          | Quan Hongchan (CHN)             | Chen Yuxi (CHN)                 | Melissa Wu (AUS)            |
| Paris 2024 Detaljer...          | Quan Hongchan (CHN)             | Chen Yuxi (CHN)                 | Kim Mi-rae (PRK)            |

#### Svikthopp
| Spel                            | Guld                            | Silver                      | Brons                      |
| Antwerpen 1920 Detaljer...      | Aileen Riggin (USA)             | Helen Wainwright (USA)      | Thelma Payne (USA)         |
| Paris 1924 Detaljer...          | Elizabeth Becker-Pinkston (USA) | Aileen Riggin (USA)         | Caroline Fletcher (USA)    |
| Amsterdam 1928 Detaljer...      | Helen Meany (USA)               | Dorothy Poynton-Hill (USA)  | Georgia Coleman (USA)      |
| Los Angeles 1932 Detaljer...    | Georgia Coleman (USA)           | Katherine Rawls (USA)       | Jane Fauntz (USA)          |
| Berlin 1936 Detaljer...         | Marjorie Gestring (USA)         | Katherine Rawls (USA)       | Dorothy Poynton-Hill (USA) |
| London 1948 Detaljer...         | Vicki Draves (USA)              | Zoe Ann Olsen (USA)         | Patsy Elsener (USA)        |
| Helsingfors 1952 Detaljer...    | Pat McCormick (USA)             | Madeleine Moreau (FRA)      | Zoe Ann Olsen-Jensen (USA) |
| Melbourne 1956 Detaljer...      | Pat McCormick (USA)             | Jeanne Stunyo (USA)         | Irene MacDonald (CAN)      |
| Rom 1960 Detaljer...            | Ingrid Krämer (EUA)             | Paula Jean Myers-Pope (USA) | Elizabeth Ferris (GBR)     |
| Tokyo 1964 Detaljer...          | Ingrid Engel-Krämer (EUA)       | Jeanne Collier (USA)        | Patsy Willard (USA)        |
| Mexico City 1968 Detaljer...    | Susanne Gossick (USA)           | Tamara Pogozjeva (URS)      | Keala O'Sullivan (USA)     |
| München 1972 Detaljer...        | Micki King (USA)                | Ulrika Knape (SWE)          | Marina Janicke (GDR)       |
| Montréal 1976 Detaljer...       | Jennifer Chandler (USA)         | Christa Köhler (GDR)        | Cynthia Potter (USA)       |
| Moskva 1980 Detaljer...         | Irina Kalinina (URS)            | Martina Proeber (GDR)       | Karin Guthke (GDR)         |
| Los Angeles 1984 Detaljer...    | Sylvie Bernier (CAN)            | Kelly McCormick (USA)       | Christina Seufert (USA)    |
| Seoul 1988 Detaljer...          | Gao Min (CHN)                   | Li Qing (CHN)               | Kelly McCormick (USA)      |
| Barcelona 1992 Detaljer...      | Gao Min (CHN)                   | Irina Lasjko (EUN)          | Brita Baldus (GER)         |
| Atlanta 1996 Detaljer...        | Fu Mingxia (CHN)                | Irina Lasjko (RUS)          | Annie Pelletier (CAN)      |
| Sydney 2000 Detaljer...         | Fu Mingxia (CHN)                | Guo Jingjing (CHN)          | Dörte Lindner (GER)        |
| Aten 2004 Detaljer...           | Guo Jingjing (CHN)              | Wu Minxia (CHN)             | Julija Pachalina (RUS)     |
| Peking 2008 Detaljer...         | Guo Jingjing (CHN)              | Julija Pachalina (RUS)      | Wu Minxia (CHN)            |
| London 2012 Detaljer...         | Wu Minxia (CHN)                 | He Zi (CHN)                 | Laura Sánchez (MEX)        |
| Rio de Janeiro 2016 Detaljer... | Shi Tingmao (CHN)               | He Zi (CHN)                 | Tania Cagnotto (ITA)       |
| Tokyo 2020 Detaljer...          | Shi Tingmao (CHN)               | Wang Han (CHN)              | Krysta Palmer (USA)        |
| Paris 2024 Detaljer...          | Chen Yiwen (CHN)                | Maddison Keeney (AUS)       | Chang Yani (CHN)           |

#### Parhoppning höga hopp
| Spel                            | Guld                              | Silver                                       | Brons                                            |
| Sydney 2000 Detaljer...         | Li Na och Sang Xue (CHN)          | Émilie Heymans och Anne Montminy (CAN)       | Rebecca Gilmore och Loudy Tourky (AUS)           |
| Aten 2004 Detaljer...           | Lao Lishi och Li Ting (CHN)       | Natalia Gontjarova och Julia Koltunova (RUS) | Blythe Hartley och Émilie Heymans (CAN)          |
| Peking 2008 Detaljer...         | Chen Ruolin och Wang Xin (CHN)    | Briony Cole och Melissa Wu (AUS)             | Paola Espinosa och Tatiana Ortiz (MEX)           |
| London 2012 Detaljer...         | Chen Ruolin och Wang Hao (CHN)    | Paola Espinosa och Alejandra Orozco (MEX)    | Meaghan Benfeito och Roseline Filion (CAN)       |
| Rio de Janeiro 2016 Detaljer... | Chen Ruolin och Liu Huixia (CHN)  | Cheong Jun Hoong och Pandelela Rinong (MAS)  | Meaghan Benfeito och Roseline Filion (CAN)       |
| Tokyo 2020 Detaljer...          | Chen Yuxi och Zhang Jiaqi (CHN)   | Delaney Schnell och Jessica Parratto (USA)   | Gabriela Agúndez och Alejandra Orozco (MEX)      |
| Paris 2024 Detaljer...          | Chen Yuxi och Quan Hongchan (CHN) | Kim Mi-rae och Jo Jin-mi (PRK)               | Andrea Spendolini-Sirieix och Lois Toulson (GBR) |

#### Parhoppning svikthopp
| Spel                            | Guld                                 | Silver                                           | Brons                                       |
| Sydney 2000 Detaljer...         | Vera Ilina och Julia Pachalina (RUS) | Fu Mingxia och Guo Jingjing (CHN)                | Ganna Sorokina och Olena Zjupina (UKR)      |
| Aten 2004 Detaljer...           | Guo Jingjing och Wu Minxia (CHN)     | Vera Ilina och Julia Pachalina (RUS)             | Irina Lasjko och Chantelle Newbery (AUS)    |
| Peking 2008 Detaljer...         | Guo Jingjing och Wu Minxia (CHN)     | Julia Pachalina och Anastasia Pozdnjakova (RUS)  | Ditte Kotzian och Heike Fischer (GER)       |
| London 2012 Detaljer...         | He Zi och Wu Minxia (CHN)            | Kelci Bryant och Abigail Johnston (USA)          | Jennifer Abel och Émilie Heymans (CAN)      |
| Rio de Janeiro 2016 Detaljer... | Shi Tingmao och Wu Minxia (CHN)      | Tania Cagnotto och Francesca Dallapé (ITA)       | Maddison Keeney och Anabelle Smith (AUS)    |
| Tokyo 2020 Detaljer...          | Shi Tingmao och Wang Han (CHN)       | Jennifer Abel och Mélissa Citrini-Beaulieu (CAN) | Lena Hentschel och Tina Punzel (GER)        |
| Paris 2024 Detaljer...          | Chen Yiwen och Chang Yani (CHN)      | Sarah Bacon och Kassidy Cook (USA)               | Yasmin Harper och Scarlett Mew Jensen (GBR) |

### Herrar

#### Höga hopp
| Spel                            | Guld                    | Silver                  | Brons                     |
| London 1908 Detaljer...         | Hjalmar Johansson (SWE) | Karl Malmström (SWE)    | Arvid Spångberg (SWE)     |
| Stockholm 1912 Detaljer...      | Erik Adlerz (SWE)       | Albert Zürner (GER)     | Gustaf Blomgren (SWE)     |
| Antwerpen 1920 Detaljer...      | Clarence Pinkston (USA) | Erik Adlerz (SWE)       | Harry Prieste (USA)       |
| Paris 1924 Detaljer...          | Albert White (USA)      | David Fall (USA)        | Clarence Pinkston (USA)   |
| Amsterdam 1928 Detaljer...      | Peter Desjardins (USA)  | Farid Simaika (EGY)     | Michael Galitzen (USA)    |
| Los Angeles 1932 Detaljer...    | Harold Smith (USA)      | Michael Galitzen (USA)  | Frank Kurtz (USA)         |
| Berlin 1936 Detaljer...         | Marshall Wayne (USA)    | Elbert Root (USA)       | Hermann Stork (GER)       |
| London 1948 Detaljer...         | Samuel Lee (USA)        | Bruce Harlan (USA)      | Joaquín Capilla (MEX)     |
| Helsingfors 1952 Detaljer...    | Samuel Lee (USA)        | Joaquín Capilla (MEX)   | Günther Haase (GER)       |
| Melbourne 1956 Detaljer...      | Joaquín Capilla (MEX)   | Gary Tobian (USA)       | Richard Connor (USA)      |
| Rom 1960 Detaljer...            | Bob Webster (USA)       | Gary Tobian (USA)       | Brian Phelps (GBR)        |
| Tokyo 1964 Detaljer...          | Bob Webster (USA)       | Klaus Dibiasi (ITA)     | Tom Gompf (USA)           |
| Mexico City 1968 Detaljer...    | Klaus Dibiasi (ITA)     | Álvaro Gaxiola (MEX)    | Win Young (USA)           |
| München 1972 Detaljer...        | Klaus Dibiasi (ITA)     | Richard Rydze (USA)     | Giorgio Cagnotto (ITA)    |
| Montréal 1976 Detaljer...       | Klaus Dibiasi (ITA)     | Greg Louganis (USA)     | Uladzimir Alejnik (URS)   |
| Moskva 1980 Detaljer...         | Falk Hoffmann (GDR)     | Uladzimir Alejnik (URS) | Davit Hambardzumjan (URS) |
| Los Angeles 1984 Detaljer...    | Greg Louganis (USA)     | Bruce Kimball (USA)     | Li Kongzheng (CHN)        |
| Seoul 1988 Detaljer...          | Greg Louganis (USA)     | Xiong Ni (CHN)          | Jesús Mena (MEX)          |
| Barcelona 1992 Detaljer...      | Sun Shuwei (CHN)        | Scott Donie (USA)       | Xiong Ni (CHN)            |
| Atlanta 1996 Detaljer...        | Dmitrij Sautin (RUS)    | Jan Hempel (GER)        | Xiao Hailiang (CHN)       |
| Sydney 2000 Detaljer...         | Tian Liang (CHN)        | Hu Jia (CHN)            | Dmitrij Sautin (RUS)      |
| Aten 2004 Detaljer...           | Hu Jia (CHN)            | Mathew Helm (AUS)       | Tian Liang (CHN)          |
| Peking 2008 Detaljer...         | Matthew Mitcham (AUS)   | Zhou Lüxin (CHN)        | Gleb Galperin (RUS)       |
| London 2012 Detaljer...         | David Boudia (USA)      | Qiu Bo (CHN)            | Tom Daley (GBR)           |
| Rio de Janeiro 2016 Detaljer... | Chen Aisen (CHN)        | Germán Sánchez (MEX)    | David Boudia (USA)        |
| Tokyo 2020 Detaljer...          | Cao Yuan (CHN)          | Yang Jian (CHN)         | Tom Daley (GBR)           |
| Paris 2024 Detaljer...          | Cao Yuan (CHN)          | Rikuto Tamai (JPN)      | Noah Williams (GBR)       |

#### Svikthopp
| Spel                            | Guld                     | Silver                   | Brons                       |
| 1904 St. Louis Detaljer...      | George Sheldon (USA)     | Georg Hoffmann (GER)     | Alfred Braunschweiger (GER) |
| 1904 St. Louis Detaljer...      | George Sheldon (USA)     | Georg Hoffmann (GER)     | Frank Kehoe (USA)           |
| 1908 London Detaljer...         | Albert Zürner (GER)      | Kurt Behrens (GER)       | George Gaidzik (USA)        |
| 1908 London Detaljer...         | Albert Zürner (GER)      | Kurt Behrens (GER)       | Gottlob Walz (GER)          |
| 1912 Stockholm Detaljer...      | Paul Günther (GER)       | Hans Luber (GER)         | Kurt Behrens (GER)          |
| Antwerpen 1920 Detaljer...      | Louis Kuehn (USA)        | Clarence Pinkston (USA)  | Louis Balbach (USA)         |
| Paris 1924 Detaljer...          | Albert White (USA)       | Peter Desjardins (USA)   | Clarence Pinkston (USA)     |
| Amsterdam 1928 Detaljer...      | Peter Desjardins (USA)   | Michael Galitzen (USA)   | Farid Simaika (EGY)         |
| Los Angeles 1932 Detaljer...    | Michael Galitzen (USA)   | Harold Smith (USA)       | Richard Degener (USA)       |
| Berlin 1936 Detaljer...         | Richard Degener (USA)    | Marshall Wayne (USA)     | Alan Greene (USA)           |
| London 1948 Detaljer...         | Bruce Harlan (USA)       | Miller Anderson (USA)    | Samuel Lee (USA)            |
| 1952 Helsingfors Detaljer...    | David Browning (USA)     | Miller Anderson (USA)    | Bob Clotworthy (USA)        |
| 1956 Melbourne Detaljer...      | Bob Clotworthy (USA)     | Donald Harper (USA)      | Joaquín Capilla (MEX)       |
| Rom 1960 Detaljer...            | Gary Tobian (USA)        | Samuel Hall (USA)        | Juan Botella (MEX)          |
| Tokyo 1964 Detaljer...          | Kenneth Sitzberger (USA) | Frank Gorman (USA)       | Lawrence Andreasen (USA)    |
| Mexico City 1968 Detaljer...    | Bernard Wrightson (USA)  | Klaus Dibiasi (ITA)      | Jim Henry (USA)             |
| München 1972 Detaljer...        | Vladimir Vasin (URS)     | Giorgio Cagnotto (ITA)   | Craig Lincoln (USA)         |
| Montréal 1976 Detaljer...       | Phil Boggs (USA)         | Giorgio Cagnotto (ITA)   | Aleksandr Kosenkov (URS)    |
| Moskva 1980 Detaljer...         | Aleksandr Portnov (URS)  | Carlos Girón (MEX)       | Giorgio Cagnotto (ITA)      |
| Los Angeles 1984 Detaljer...    | Greg Louganis (USA)      | Tan Liangde (CHN)        | Ronald Merriott (USA)       |
| Seoul 1988 Detaljer...          | Greg Louganis (USA)      | Tan Liangde (CHN)        | Li Deliang (CHN)            |
| Barcelona 1992 Detaljer...      | Mark Lenzi (USA)         | Tan Liangde (CHN)        | Dmitrij Sautin (EUN)        |
| Atlanta 1996 Detaljer...        | Xiong Ni (CHN)           | Yu Zhuocheng (CHN)       | Mark Lenzi (USA)            |
| Sydney 2000 Detaljer...         | Xiong Ni (CHN)           | Fernando Platas (MEX)    | Dmitrij Sautin (RUS)        |
| Aten 2004 Detaljer...           | Peng Bo (CHN)            | Alexandre Despatie (CAN) | Dmitrij Sautin (RUS)        |
| Peking 2008 Detaljer...         | He Chong (CHN)           | Alexandre Despatie (CAN) | Qin Kai (CHN)               |
| London 2012 Detaljer...         | Ilja Zacharov (RUS)      | Qin Kai (CHN)            | He Chong (CHN)              |
| Rio de Janeiro 2016 Detaljer... | Cao Yuan (CHN)           | Jack Laugher (GBR)       | Patrick Hausding (GER)      |
| Tokyo 2020 Detaljer...          | Xie Siyi (CHN)           | Wang Zongyuan (CHN)      | Jack Laugher (GBR)          |
| Paris 2024 Detaljer...          | Xie Siyi (CHN)           | Wang Zongyuan (CHN)      | Osmar Olvera (MEX)          |

#### Parhoppning höga hopp
| Spel                            | Guld                                   | Silver                                  | Brons                                       |
| Sydney 2000 Detaljer...         | Igor Lukasjin och Dmitrij Sautin (RUS) | Hu Jia och Tian Liang (CHN)             | Jan Hempel och Heiko Meyer (GER)            |
| Aten 2004 Detaljer...           | Tian Liang och Yang Jinghui (CHN)      | Leon Taylor och Peter Waterfield (GBR)  | Mathew Helm och Robert Newbery (AUS)        |
| Peking 2008 Detaljer...         | Lin Yue och Huo Liang (CHN)            | Patrick Hausding och Sascha Klein (GER) | Gleb Galperin och Dmitrij Dobroskok (RUS)   |
| London 2012 Detaljer...         | Cao Yuan och Zhang Yanquan (CHN)       | Iván García och Germán Sánchez (MEX)    | David Boudia och Nicholas McCrory (USA)     |
| Rio de Janeiro 2016 Detaljer... | Chen Aisen och Lin Yue (CHN)           | David Boudia och Steele Johnson (USA)   | Tom Daley och Daniel Goodfellow (GBR)       |
| Tokyo 2020 Detaljer...          | Tom Daley och Matty Lee (GBR)          | Cao Yuan och Chen Aisen (CHN)           | Aleksandr Bondar och Viktor Minibajev (ROC) |
| Paris 2024 Detaljer...          | Yang Hao och Lian Junjie (CHN)         | Tom Daley och Noah Williams (GBR)       | Rylan Wiens och Nathan Zsombor-Murray (CAN) |

#### Parhoppning svikthopp
| Spel                            | Guld                                      | Silver                                       | Brons                                   |
| Sydney 2000 Detaljer...         | Xiong Ni och Xiao Hailiang (CHN)          | Aleksandr Dobroskok och Dmitrij Sautin (RUS) | Robert Newbery och Dean Pullar (AUS)    |
| Aten 2004 Detaljer...           | Thomas Bimis och Nikolaos Siranidis (GRE) | Andreas Wels och Tobias Schellenberg (GER)   | Steven Barnett och Robert Newbery (AUS) |
| Peking 2008 Detaljer...         | Wang Feng och Qin Kai (CHN)               | Dmitrij Sautin och Jurij Kunakov (RUS)       | Illja Kvasja och Oleksij Prygorov (UKR) |
| London 2012 Detaljer...         | Luo Yutong och Qin Kai (CHN)              | Ilja Zacharov och Jevgenij Kuznetsov (RUS)   | Troy Dumais och Kristian Ipsen (USA)    |
| Rio de Janeiro 2016 Detaljer... | Chris Mears och Jack Laugher (GBR)        | Sam Dorman och Michael Hixon (USA)           | Cao Yuan och Qin Kai (CHN)              |
| Tokyo 2020 Detaljer...          | Xie Siyi och Wang Zongyuan (CHN)          | Andrew Capobianco och Michael Hixon (USA)    | Patrick Hausding och Lars Rüdiger (GER) |
| Paris 2024 Detaljer...          | Wang Zongyuan och Long Daoyi (CHN)        | Juan Celaya och Osmar Olvera (MEX)           | Anthony Harding och Jack Laugher (GBR)  |

## Borttagna grenar

### Herrar

#### Raka höga hopp
| Spel                       | Guld                | Silver                  | Brons               |
| Stockholm 1912 Detaljer... | Erik Adlerz (SWE)   | Hjalmar Johansson (SWE) | Johan Jansson (SWE) |
| Antwerpen 1920 Detaljer... | Arvid Wallman (SWE) | Nils Skoglund (SWE)     | Johan Jansson (SWE) |
| Paris 1924 Detaljer...     | Dick Eve (AUS)      | Johan Jansson (SWE)     | Harold Clarke (GBR) |

#### Längddykning
| Spel                       | Guld                 | Silver            | Brons                    |
| St. Louis 1904 Detaljer... | William Dickey (USA) | Edgar Adams (USA) | Leo Joseph Goodwin (USA) |